# Амарок
Амарок е гигантски вълк от митологията на инуитите.
Той е единак и обикаля суровата северна пустош в търсене на храна. Според инуитските вярвания никой не бивало да ходи навън след залез, защото тогава било времето за лов на Амарок.

## Наблюдения
Амарок е наблюдаван в древността от инуитите. В наши дни рядко се чува някой да е видял този вълк. През XIX и XX век, когато цивилизацията достига северните точки и се свързва с Инуитите, Амарок е бил виждан и не рядко преследван, но нито веднъж отстрелян.